# ゴ
ゴ（Gho）は、ブータンの男性の民族衣装。
隣国チベットの影響を受けた、前に打ち合わせる筒袖の服でその形状は和服に似る。
ブータン女性の民族衣装であるキラは同じく隣国インドのサリーと同様の、一枚布とぴったりしたシャツの組み合わせである。
ブータン王国では、民族衣装の着用が法律で義務付けられている。

## 着装
袷仕立て、対丈、筒袖の和服に似た襟（へちま襟）付きの衣装だが、和服の1.5倍近い袵（おくみ：着物の打ち合わせを閉じた時に前身ごろに重なる部分）の広さが特徴。
着用の際はおはしょりの要領で懐を大きく作ってたくし上げ、5センチ幅程度の帯を締める。
膝上丈までたくし上げるのが普通だが、国王のみは膝下丈である。
生地は紬や木綿、模様は格子模様や縞模様で、色はくすんだ赤や緑、茶色など、日本の丹前（どてら）を彷彿とさせる外見をしている。
下着として白い綿の長袖シャツ「テュゴ」、礼装用の肩掛け「カムニ」などを用いる。

## カムニ
幅90センチ、長さ4.5メートルほどの布を、左肩から右脇に斜めにかける礼装用の肩掛け。
身分によって色が分けられており、国王は橙黄色、大臣は緋色、局長および県長は臙脂色、副知事や次長は赤地で端に白いラインがあるもの、村長は逆に白地で端に赤いラインがあるもの、一般庶民は無地の白である。